# Ahalolfingeri
Dinastia Ahalolfingerilor sau a Ahalolfingilor a reprezentat o familie nobiliară din Germania medievală, de sorginte alemanică. Familia a apărut în timpul Imperiului Carolingian, fiind consemnată ca posedând pământuri nu numai în Alemania, dar și în Bavaria, Franconia și Italia. Baza puterii lor se afla în jurul văii râurilor Neckar și Dunăre.
Ahalolfingerii au fost divizați în două ramuri, cea veche și cea tânără, nefiind clară legătura dintre cele două. Ramura veche descinde dintr-un anume Berthold, care a fost fondator alături de ducele aleman Hnabi al abației Reichenau din 724. Cel mai renumit descendent al său Cadolah, duce de Friuli, care a protejat câmpiile din Pannonia și din Italia în fața atacurilor avarilor.
Ramura tânără a Ahalolfingerilor cuprinde la rândul său două grupuri. Richardis, împărăteasa lui Carol cel Gras, descinde din Erchanger. Sora sa, căsătorită cu contele palatin de Suabia, Berthold I, a fost mama celuilalt grup, care include pe celebrul duce Erchanger de Suabia și pe fratele acestuia, Berthold al II-lea, conte palatin de Suabia. Ahalolfingerii s-au stins atunci când contele palatin Berthold al III-lea a murit în 973, cu toate că familia de Zähringen se presupune că ar descinde din ei.